# Nicéforo II Focas
Nicéforo II Focas (em grego: Νικηφόρος Β' Φωκάς; romaniz.: Nikēphoros II Fōkas), imperador bizantino entre 963 e 969, procedente da família Focas da Capadócia que dera vários eminentes generais.

## Biografia
Nascido por volta de 912, entrou muito jovem no exército e, sob Constantino VII, chegou a ser general da fronteira oriental. Na guerra com os sarracenos, sofreu uma grave derrota (956), da qual se vingaria nos anos seguintes com sucessivas vitórias na Síria.
Em 960, dirigiu uma expedição a Creta, saqueou Chandax após dez meses de assédio, e conquistou a ilha aos sarracenos. Após receber honras pouco comuns pelo seu triunfo, voltou para leste com um grande exército bem equipado. Nas campanhas de 962–963, graças à sua brilhante estratégia, abriu espaço através da Cilícia até à Síria, e tomou Alepo, embora não conseguisse conquistas duradouras.
Após a morte de Romano II, voltou para Constantinopla para se defender das intrigas do ministro José Bringas. Com a ajuda da regente, a imperatriz Teofano, e do patriarca, obteve o comando supremo das forças de oriente, e foi proclamado imperador por estas, na sua marcha sobre a capital, na qual, entretanto, os seus partidários destronaram o seu inimigo Bringas. Graças à sua popularidade no exército, Nicéforo foi coroado imperador junto aos filhos menores de Romano, e apesar da oposição do patriarca, casou-se com a mãe destes, a regente Teofano.
Durante o seu reinado continuou envolvido em várias guerras. Entre 964 e 966, conquistou definitivamente a Cilícia, e de novo entrou na Mesopotâmia e Síria, enquanto o patrício Nicetas reconquistava Chipre. Em 968 tomou a maioria das fortalezas da Síria, e após a queda de Antioquia e Alepo (969), que tomaram os seus generais, foram asseguradas as conquistas por meio de uma paz. Na fronteira do norte, começou uma guerra contra os Búlgaros, aos quais os bizantinos estiveram pagando tributo (967), e distraiu a sua atenção pelo procedimento de instigar um ataque da Rússia de Quieve.
Mas Nicéforo teve menos sucesso nas suas guerras no ocidente. Após renunciar a pagar tributo aos califas fatímidas, enviou uma expedição para a Sicília sob o comando de Nicetas (964–965), mas viu-se obrigado a abandonar totalmente a ilha depois das derrotas no mar e em terra. Em 967, fez as pazes com os muçulmanos de Cairuão e voltou-se contra o inimigo comum de ambos, o imperador do Sacro Império Otão I, que atacara as posses bizantinas na Itália; mas após alguns sucessos iniciais, os seus generais foram derrotados e retornaram à costa meridional.
Devido ao cuidado que prestou à perfeita manutenção do exército, Nicéforo viu-se obrigado a economizar em outros departamentos. Reduziu consideravelmente a munificência imperial e recortou as isenções do clero, além de proibir a fundação de novos mosteiros, apesar de que ele próprio era uma pessoa de caráter muito religioso. Devido ao aumento dos impostos e à depreciação da moeda, a sua popularidade ficou seriamente minguada, e produziram-se várias revoltas. Finalmente, foi abandonado pela sua esposa Teofano Anastaso e assassinado na sua própria estância por uma conspiração urdida pela sua esposa de acordo com o seu sobrinho João Tzimisces.
Nicéforo foi o autor de um tratado sobre tática militar, que é conservado e que contém informação muito rica em relação à "arte" da guerra na sua época.